# 프란티셰크 쿠체라
프란티셰크 쿠체라(체코어: František Kučera, 1968년 2월 3일 ~ )는 체코의 아이스하키 선수로 포지션은 수비수이다. 내셔널 하키 리그(NHL)의 7개팀에서 활약했으며, 1998년 동계 올림픽에 체코 국가대표로 참가하여 금메달을 획득했다.